# Cevdet Caner
Cevdet Caner (* 29. Juli 1973 in St. Pölten, Niederösterreich) ist ein österreichischer Unternehmer.

## Werdegang

### Herkunft und Jugend
Cevdet Caner ist das jüngste von sieben Kindern türkischer Migranten. Er ist österreichischer Staatsbürger, dessen Familie 1983 nach Linz zog, wo er das Gymnasium besuchte, welches er 1994 mit der Matura abschloss. Er war in dieser Zeit jugendpolitisch aktiv und wurde u. a. zum Landesschulsprecher für Oberösterreich gewählt. Im Anschluss nahm er ein Studium der Betriebswirtschaftslehre auf, welches er nach dem Start seines Unternehmens Call und Logistik Centers (CLC) nach der Zwischenprüfung abbrach.
Caner war zwei Jahre lang Obmann der Sozialistischen Jugend Österreich (SJÖ) Linz.
Seine Frau Gerda Caner ist eine Unternehmerin und Gründerin der Neue Design GmbH in Berlin, die in den Bereichen Innenarchitektur, Möbel- und Lichtdesign, Handel mit Antiquitäten sowie modernen und Vintage-Möbeln tätig ist. Gerda Caner hält zudem 7,4 % der Anteile an der Adler Group, einem börsennotierten Immobilienunternehmen.

### Unternehmer
Im Jahr 1998 gründete Caner die Call & Logistik Center GesmbH (CLC) und wurde deren Geschäftsführer. 2000 gründete Caner die erste private Telefonauskunft in Österreich, die von CLC betrieben wurde. Kurz darauf akquirierte Caner das doppelt so große und seit 15 Jahren bestehende Wiener Call-Center dmb. 2001 brachte er die CLC mit einem Umsatz von 34 Millionen Euro an die Wiener Börse. Anschließend übernahm CLC die deutlich größere Call-Center Gruppe Camelot mit sechs Standorten in Deutschland; die hatte seinerzeit 1200 Mitarbeiter. In den folgenden drei Jahren erlebte die Aktie einen Wertverfall von fünf Euro auf 26 Cent. Ende 2002 verkaufte Caner seine Anteile und verließ das Unternehmen. Ende 2004 meldete die CLC AG, inzwischen im Besitz der Bluebull AG, Insolvenz an und stellte kurz darauf den Betrieb ein.
Im Jahre 2004 gründete Cevdet Caner den Immobiliendienstleister Level One. Der Steuersitz der Holding befand sich auf der Kanalinsel Jersey. Im Mai 2005 wurde das Falkenberger Viertel in Berlin-Hohenschönhausen akquiriert. Das zweite Objekt in Leipzig am Walter-Markov-Ring folgte im selben Jahr. Bis zum Jahr 2008 wuchs der Bestand auf rund 28.000 Wohneinheiten mit einem Gesamtwert von 1,5 Milliarden Euro.
Laut eigenen Angaben erzielte die Level-One-Gruppe 2006 ca. 130 Millionen Euro Gewinn, 2007 noch rund 80 Millionen. Im September 2008 meldete der Immobilienkonzern für seine deutschen Objektgesellschaften Insolvenz an, nachdem die Banken Level One im August 2008 unter Zwangsverwaltung gestellt hatten. Der Konzern bestand zu diesem Zeitpunkt aus über 150 europäischen Gesellschaften, u. a. in Jersey, London, Linz und Deutschland. Von der Insolvenz waren rund 20.000 Wohnungen sowie 500 Gewerbeobjekte – vor allem in Berlin und Ostdeutschland – betroffen.
Zu den Gläubigern von Level One gehören unter anderem die Credit Suisse, JP Morgan, die Royal Bank of Scotland sowie britische Firmen. Die Credit Suisse hat Level One insgesamt Darlehen über 1,3 Milliarden Euro genehmigt und Caner geholfen, sein Immobilienimperium aufzubauen, ohne dass er über größeres Eigenkapital verfügte. Zuletzt hielt Credit Suisse noch 300 Millionen Euro, nachdem ein großer Teil des Kreditportfolios verbrieft und an Investoren verkauft worden war. Credit Suisse war außerdem der Mezzanine-Kapitalgeber von 130 Millionen Euro sowie Leading Bank des für März 2007 geplanten Börsengangs. Mit Schulden von 1,5 Milliarden Euro gilt Level One als größte Immobilienpleite Deutschlands nach Jürgen Schneider, der den Banken 1994 Schulden in Höhe von 6 Milliarden DM hinterlassen hatte.
Am 19. November 2018 begann vor dem Landesgericht für Strafsachen Wien der Prozess gegen Caner und fünf weitere Angeklagte. Die Staatsanwaltschaft warf ihnen gewerbsmäßigen schweren Betrug, betrügerische Krida und Geldwäsche vor. Am 15. September 2020 wurden alle Angeklagten von allen Vorwürfen freigesprochen.
Im Juli 2022 wurde bekannt, dass Caner Chef der Aggregate Holdings SA wird, einer der größten Aktionäre der Adler Group. Zuvor war Caner wegen seiner Tätigkeit für die Adler Group in die Kritik geraten.

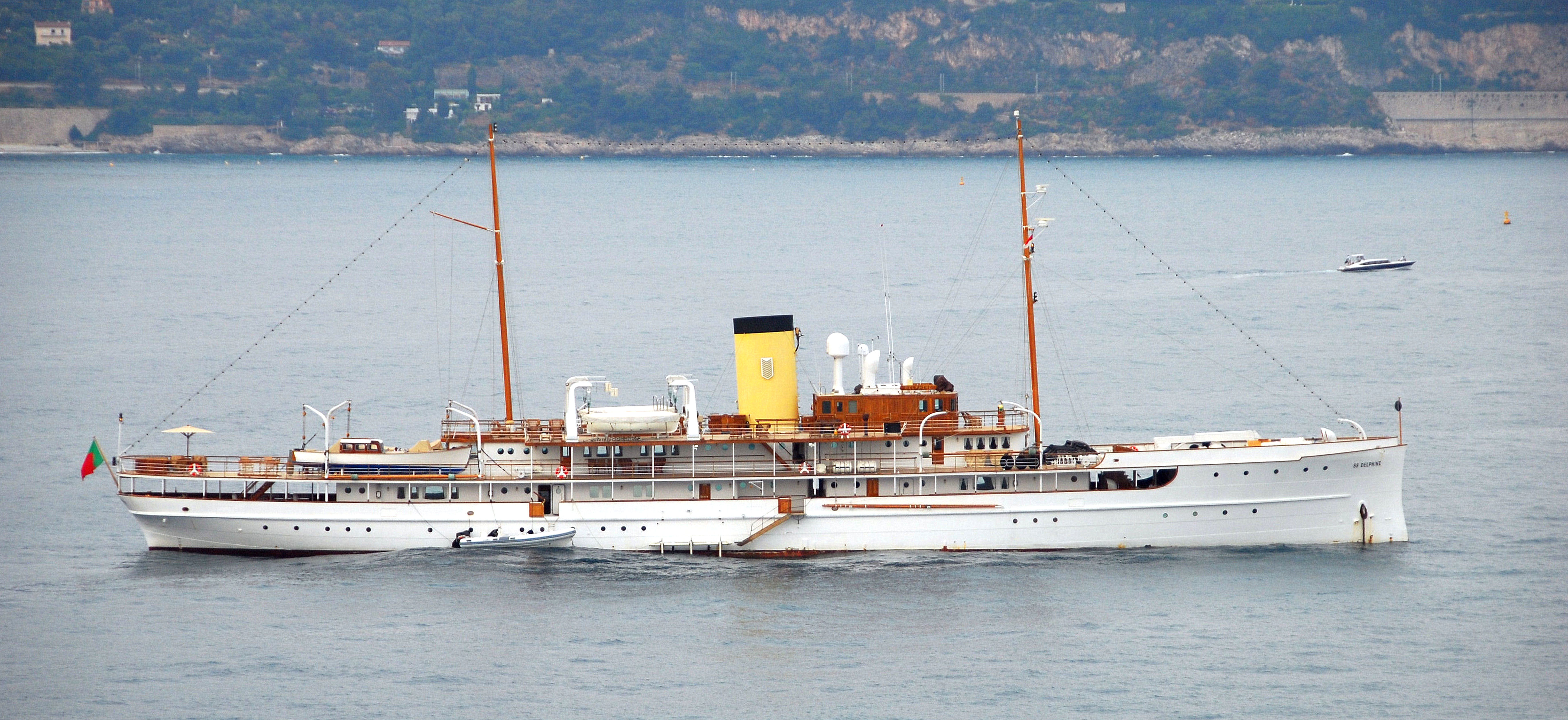
Die SS Delphine, ein historischer Dampfer, diente Cevdet Caner als Treffpunkt für Adler-Treffen. Ermittler untersuchen seine Rolle.

Im Juni 2023 durchsuchten Beamte der Generalstaatsanwaltschaft Frankfurt am Main und des deutschen Bundeskriminalamts aufgrund des Verdachts der Falschbilanzierung, der Marktmanipulation und der Untreue Büros einer Tochter der Adler Real Estate; zudem wurden Büros von Cevdet Caner in London und Monaco durchsucht.
Im Januar 2025 berichtete das Handelsblatt, dass Caner zeitweise Vorstände des Immobilienkonzerns Adler Group zu Besprechungen auf die Luxusyacht SS Delphine eingeladen habe. Die 78,5 Meter lange Dampfjacht, die als eine der ältesten ihrer Art gilt, wurde auf einen zweistelligen Millionenbetrag geschätzt, bei jährlichen Betriebskosten in Millionenhöhe. Sie sollte am 5. Februar 2025 versteigert werden, da die Eigentümergesellschaft Vintage Cruises aus Madeira angeblich eine Forderung in Höhe von 423.000 Euro nicht beglichen hatte. Caner bestritt, Eigentümer des Schiffes zu sein, äußerte sich aber nicht dazu, ob er oder seine Familie an der Gesellschaft beteiligt sind. Er gab an, dass die Versteigerung gestoppt worden sei, der mit dem Verkauf beauftragte Anwalt widersprach dieser Darstellung.